# Volker Gröbe
Volker Gröbe (* 18. Februar 1947 in Halberstadt; † 28. August 2023) war ein Schriftsteller kölscher Mundart.

## Leben
Volker Gröbe lebte seit der Neujahrsnacht 1955/56 in Köln. Nach dem Besuch der Volksschule absolvierte er eine Ausbildung zum Betriebsschlosser. Anschließend ließ er sich zum Maschinenbautechniker ausbilden. Nach einer vierjährigen Dienstzeit bei der Bundeswehr besuchte er das Abendgymnasium und erlangte dort sein Abitur. Anschließend studierte er an der Universität zu Köln Germanistik, Geographie, Philosophie, katholische Theologie und Pädagogik. 
Als Lehrer war Gröbe an einer gymnasialen Oberstufe und an einem Abendgymnasium tätig. Anschließend wirkte er über 15 Jahre in der Geschäftsführung einer Kölner Kulturstiftung. Von 1983 bis 1997 war er Leiter der Akademie för uns kölsche Sproch. Er engagierte sich auch als Präsident einer Karnevalsgesellschaft, im Literarischen Komitee des Festkomitees Kölner Karneval und im Kölner Karnevalsmuseum. Seit 1997 war er als Kulturmanager aktiv.
Gröbe schrieb 27 Bücher – 23 in kölscher Mundart –, als Herausgeber veröffentlichte er 22 Bücher und wirkte in 10 weiteren Publikationen als Autor mit.
Überregionale Bekanntheit erlangte er durch seine Übersetzungsarbeit des Asterix op kölsch und als Sprachcoach für die Literaturverfilmung Teufelsbraten nach dem Roman Das verborgene Wort von Ulla Hahn.
Volker Gröbe starb 2023 im Alter von 76 Jahren und wurde auf dem Kölner Nordfriedhof bestattet. Er war verheiratet und hinterließ zwei Söhne.

## Ehrungen
- Bestellerpreis der Bibliotheca Coloniensis – gemeinsam mit Konrad Adenauer (* 1948, Notar und Stadtrat, Köln) für ihre Lindenthal-Bücher.
- Träger des Titels Dat ech kölsche Hätz
- Träger des Titels Magister linguae et humoris causa

## Werke (Auswahl)
- Schnörkellos, Kölner Wirklichkeiten. ISBN 3-7616-0987-6.
- Loß mer jet laache! 444 Wetze us dem janze Minschelevve – un jet drüvver erus. ISBN 3-7616-1139-0.
- Kölner Witze 1. ISBN 3-7616-1792-5.
- Kölner Witze 2. ISBN 3-7616-1842-5.
- Kölner Sprüche 2. ISBN 3-7616-1794-1.
- Dä kleine Prinz – op kölsch. ISBN 3-933575-03-6.
- Die Weihnachtsgeschichte op kölsch. ISBN 3-933575-22-2.
- Äsop´sche Fabeln op kölsch. ISBN 3-933575-66-4.
- Die Ostergeschichte op kölsch. ISBN 3-933575-74-5.
- Das kölsche Schimpfwörterbuch. ISBN 3-933575-50-8.
- Das kölsche Wilhelm-Busch-Album. ISBN 3-936622-22-1.
- Kölsch Adventskalenderbooch. ISBN 3-936622-21-3.
- Zebrastriefe-Streifzöch durch Kölle. ISBN 3-936622-40-X.
- Wann et Kresskind op kölsch verzällt. ISBN 978-3-940168-08-5.
- Compact Miniwörterbuch Uns kölsche Sproch von A–Z. ISBN 3-8174-3156-2.
- Rievkooche, Hämmche un halve Hahn. (= Compact Mini). ISBN 3-8174-3055-8.
- Plaatekopp un Schlabbermuul, Kölsche Schimpfwörter von A–Z. (= Compact Mini). ISBN 3-8174-3052-3.
- Et kütt wie et kütt, Kölsche Sprichwörter. (= Compact Mini). ISBN 3-8174-3387-5.
- Schildergasse, Alter Markt & Co, Kölner Straßennamen und ihre Bedeutung. (= Compact Mini). ISBN 3-8174-3259-3.
- Laach ens widder, kölsche Witze. (= Compact Mini). ISBN 3-8174-3618-1.
- Spetze Zung – fründlije Wööt, kölsche Spröch vun hückzodaach. ISBN 3-7616-1112-9.
- durch de Zäng jetrocke, kölsche Spröch vun hückzodaach 2. ISBN 3-7616-1016-5.
- Lindenthal: Die Entwicklung eines kölner Vororts (zusammen mit Konrad Adenauer). ISBN 3-7616-0899-3.
- Straßen und Plätze in Lindenthal  (zusammen mit Konrad Adenauer). ISBN 3-7616-1018-1.
- Asterix op kölsch (Däm Asterix singe Jung). ISBN 3-7704-0468-8
- Asterix op kölsch 2 (Brut un Spillcher). ISBN 3-7704-0478-5
- Ich, Bruno, Hund. Verlag M. Naumann, ISBN 978-3-940168-28-3.